# Totus tuus Poloniae populus

Mappa delle diocesi e delle province ecclesiastiche cattoliche di rito latino della Polonia, dopo le modifiche del 2004.

Totus tuus Poloniae populus è una bolla di papa Giovanni Paolo II, pubblicata il 25 marzo 1992, con la quale fu rivista l'organizzazione ecclesiastica delle diocesi di rito latino e di rito orientale della Polonia.

## Contesto storico
L'ultima organizzazione generale delle diocesi cattoliche di rito latino della Polonia risale al 28 ottobre 1925, con la bolla Vixdum Poloniae unitas di papa Pio XI. In quest'occasione, la Chiesa cattolica in Polonia era stata organizzata in 5 province ecclesiastiche, con 6 sedi metropolitane (di cui 2 unite aeque principaliter) e 15 diocesi suffraganee, per un totale di 21 sedi episcopali.
Al termine della seconda guerra mondiale il territorio nazionale aveva subito un drastico cambiamento, con la perdita di tutte le terre orientali, passate all'Unione sovietica, e l'acquisizione della parte meridionale della Prussia orientale e di nuovi territori occidentali e settentrionali ad est della linea Oder-Neisse, a scapito della Germania.
Dal punto di vista ecclesiastico, l'istaurarsi del regime comunista in Polonia nel dopoguerra impedì a lungo la normalizzazione dei rapporti diplomatici tra la Santa Sede e il governo, e dunque la possibilità di ridefinire i confini delle diocesi polacche, alcune delle quali avevano porzioni di territorio in altri Paesi, mentre in territorio polacco vennero a trovarsi parti di diocesi, soprattutto tedesche.
Il primo importante adeguamento ai nuovi confini della Nazione si realizzò con la bolla Episcoporum Poloniae nel 1972, con la quale fu rivista e regolarizzata l'organizzazione ecclesiastica nei territori settentrionali e occidentali annessi alla Polonia dopo la seconda guerra mondiale, con l'erezione di 4 nuove diocesi: Opole, Gorzów, Stettino-Kamień e Koszalin-Kołobrzeg.
Rimaneva da definire l'organizzazione per quei territori orientali, che formalmente facevano parte di diocesi le cui sedi vescovili si trovavano oltreconfine in Unione sovietica. Per questi territori erano state erette delle amministrazioni apostoliche: a Lubaczów per la parte dell'arcidiocesi di Leopoli in territorio polacco; a Białystok per la parte polacca dell'arcidiocesi di Vilnius; e a Drohiczyn per quella della diocesi di Pinsk. Il 5 giugno 1991 papa Giovanni Paolo II elevò due di queste amministrazioni al rango di diocesi, ossia la diocesi di Białystok e la diocesi di Drohiczyn.
Dopo la caduta del muro di Berlino e in seguito alle mutate condizioni politiche, la Santa Sede decise di intervenire per una revisione completa dell'organizzazione ecclesiastica della Chiesa cattolica in Polonia.

## Contenuti della bolla
La bolla Totus tuus Poloniae populus fu pubblicata il 25 marzo 1992 ed era accompagnata da una lettera scritta da papa Giovanni Paolo II a tutti i fedeli cattolici della Polonia.
Lo stesso giorno la nunziatura apostolica in Polonia rese pubblici tre decreti di attuazione della bolla pontificia:
- Decreto istitutivo dei confini delle nuove diocesi e province ecclesiastiche in Polonia e l'affiliazione metropolitana delle singole diocesi;[9]
- Decreto esecutivo in relazione alle decisioni del papa contenute nella bolla Totus Tuus Poloniae populus;[10]
- Comunicato nel quale sono ufficialmente annunciate le decisioni prese dal papa con la suddetta bolla.[11]

Quest'ultimo documento elenca le seguenti decisioni prese da Giovanni Paolo II con la Totus tuus Poloniae populus:
1. sono istituite 13 nuove diocesi: Bielsko-Żywiec, Elbląg, Ełk, Gliwice, Kalisz, Legnica, Łowicz, Radom, Rzeszów, Sosnowiec, Toruń, Varsavia-Praga e Zamość-Lubaczów;[12][13]
2. tre diocesi hanno modificato il proprio nome: la diocesi di Sandomierz-Radom è diventata diocesi di Sandomierz; la diocesi di Chełmno ha assunto il nome di diocesi di Pelplin; e la diocesi di Gorzów quello di diocesi di Zielona Góra-Gorzów;[14][15]
3. sono ridefiniti i confini territoriali delle diocesi e la giurisdizione dei singoli vescovi di rito latino e dell'eparca di rito bizantino entro gli attuali confini della terza repubblica di Polonia;[14][16]
4. alle 5 province ecclesiastiche esistenti in Polonia (Gniezno, Cracovia, Poznań, Varsavia e Breslavia) sono aggiunte 8 nuove metropoli: Przemyśl, Stettino-Kamień, Danzica, Varmia, Białystok, Częstochowa, Katowice e Lublino;[17][18]
5. la diocesi di Łódź è elevata al rango di arcidiocesi, immediatamente soggetta alla Santa Sede[19] e al suo vescovo è concesso il titolo di arcivescovo;[20][21]
6. è sciolta l'unione "aeque principaliter" dell'arcidiocesi di Gniezno con l'arcidiocesi di Poznań, e ugualmente l'unione "in persona episcopi" dell'arcidiocesi di Gniezno e con quella di Varsavia;[22][23]
7. la sede di Gniezno resta la sede primaziale polacca, poiché conserva le reliquie di sant'Adalberto, patrono della Polonia; il cardinale Józef Glemp resta metropolita di Varsavia conservando però ad personam il titolo di primate di Polonia;[24][23]
8. sono accettate le dimissioni del vescovo di Stettino-Kamień, a cui è concesso il titolo personale di "arcivescovo";[25]
9. i punti VI-IX del Komunikat riguardano i vescovi e le nomine dei vescovi;[26]
10. infine vengono stabilite alcune regole per l'incardinazione dei sacerdoti e dei seminaristi nelle nuove diocesi, e per le proprietà ecclesiastiche delle medesime.[27]

La bolla Totus Tuus Poloniae Populus è stata la più grande riorganizzazione della Chiesa cattolica nella storia della Polonia. La nuova geografia ecclesiastica polacca prevedeva l'esistenza di 13 sedi metropolitane, 25 diocesi suffraganee, una eparchia greco-cattolica e l'arcidiocesi di Łódź, immediatamente soggetta alla Santa Sede.

## Interventi successivi
Negli anni successivi, l'organizzazione ecclesiastica della Polonia ha subito altri interventi:
- il 1º giugno 1996, l'eparchia di Przemyśl è stata elevata al rango di sede metropolitana, con una eparchia suffraganea, eretta lo stesso giorno, l'eparchia di Breslavia-Danzica;
- il 24 febbraio 2004, sono state erette due nuove diocesi di rito latino, Bydgoszcz e Świdnica;
- lo stesso giorno, l'arcidiocesi di Łódź è stata elevata al rango di sede metropolitana, a cui è stata assegnata come diocesi suffraganea, la diocesi di Łowicz;
- il 25 novembre 2020 è stata eretta una nuova eparchia di rito bizantino, l'eparchia di Olsztyn-Danzica.